# میلدا لیوشینیتا
میلدا لیوشینیتا (انگلیسی: Milda Liužinaitė؛ زادهٔ ۱۷ اوت ۱۹۹۵) بازیکن فوتبال اهل لیتوانی است.
وی همچنین در تیم ملی فوتبال Lithuania بازی کرده‌است.